# Bradina extenuatalis
Bradina extenuatalis là một loài bướm đêm trong họ Crambidae.